# 陈懋章
陈懋章（1936年02月10日—），四川成都人，航空发动机专家，中国工程院院士，北京航空航天大学教授。

## 履历[1]
- 1957年，于北京航空学院毕业。
- 1979年至1981年，作为访问学者，在帝国理工学院从事湍流研究。
- 1999年，当选中国工程院院士。